# Villa Lynen

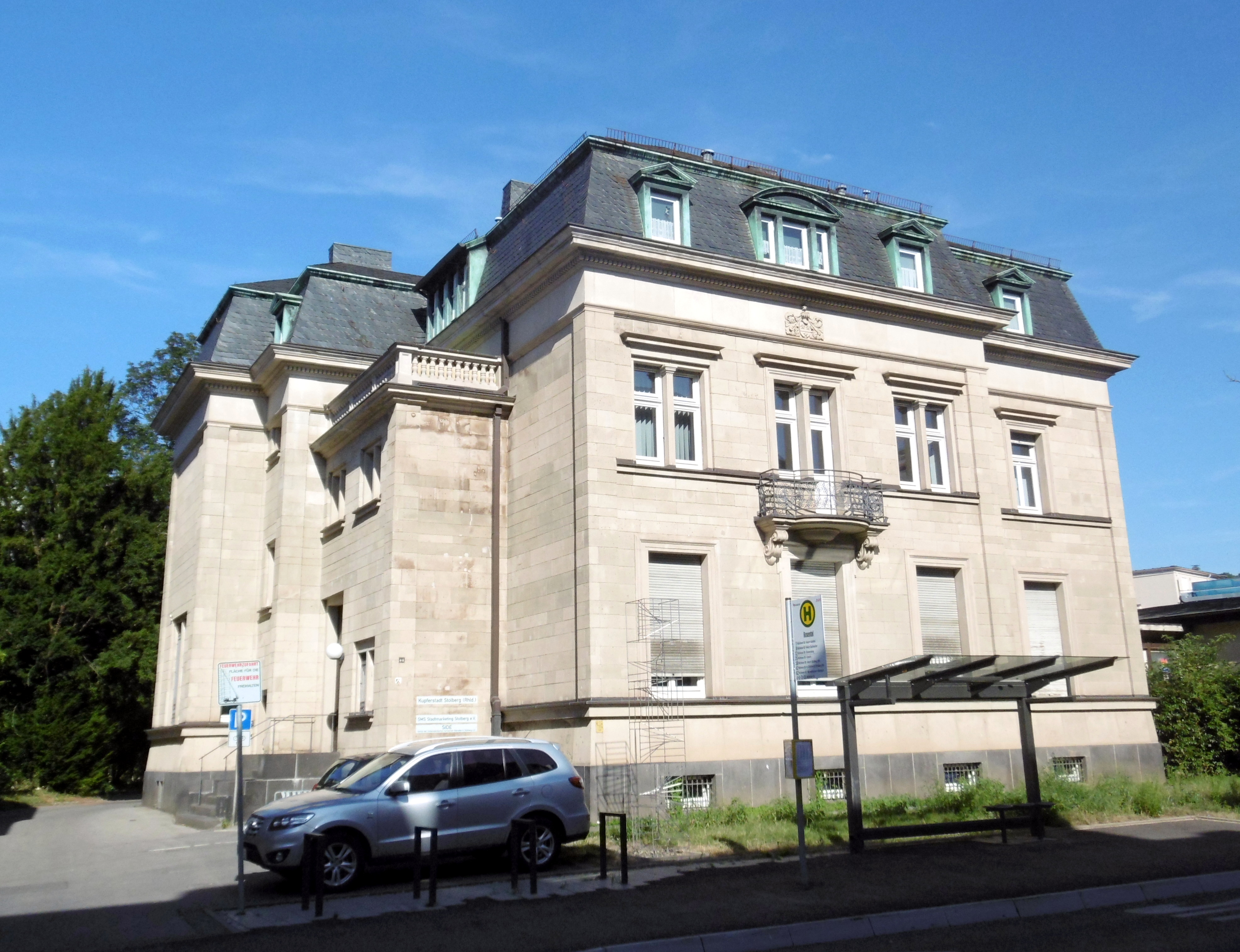
Ansicht Villa Lynen

Die Villa Lynen ist ein Gebäude in Stolberg (Rhld.), Städteregion Aachen. Es wurde zwischen 1911 und 1913 vom Architekten Carl Wilhelm Schleicher entworfen und für den Industriellen Robert Lynen errichtet. Die Familie Lynen gehörte zu einer alten Stolberger Kupfermeister-Familie und nutzte das Gebäude für repräsentative Anlässe.

## Historie

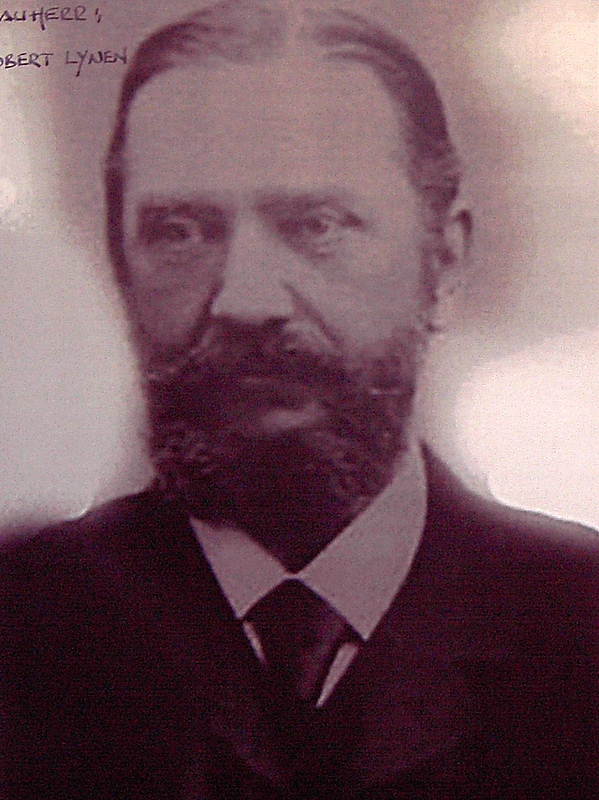
Bauherr Robert Lynen

Nach Robert Lynens Tod im Jahre 1922 war das Gebäude im Besitz seines Sohnes Oskar Lynen, Geschäftsführer und Gesellschafter der Stolberger Metallwerke, der es 1943 der Stadt Stolberg vermachte. Diese nutzte es zuerst als Polizeiwache, später war die Stadtbücherei dort untergebracht. Die Villa ist heute Sitz des „Amtes für Schule, Kultur, Sport und Tourismus“ und der  Gleichstellungsbeauftragten der Kupferstadt Stolberg sowie des Stadtmarketings und der türk. Mittelstandsvereinigung "SIDE".

## Architektur

### Allgemeines
Es handelt sich um eine reichgegliederte Villa aus Muschelkalk mit kupfergedecktem Mansarddach und Dachgauben, deren Baustil dem Jugendstil-Klassizismus mit zurückhaltenden Zierformen entspricht. Die repräsentative Zweckbestimmung wird durch ein großzügiges Treppenhaus und Empfangszimmer sowie durch Stuckierungen, Mosaikfußböden, bemerkenswerte Jugendstilfenster und durch eine Brunnenanlage im Park hervorgehoben.

### Grundriss

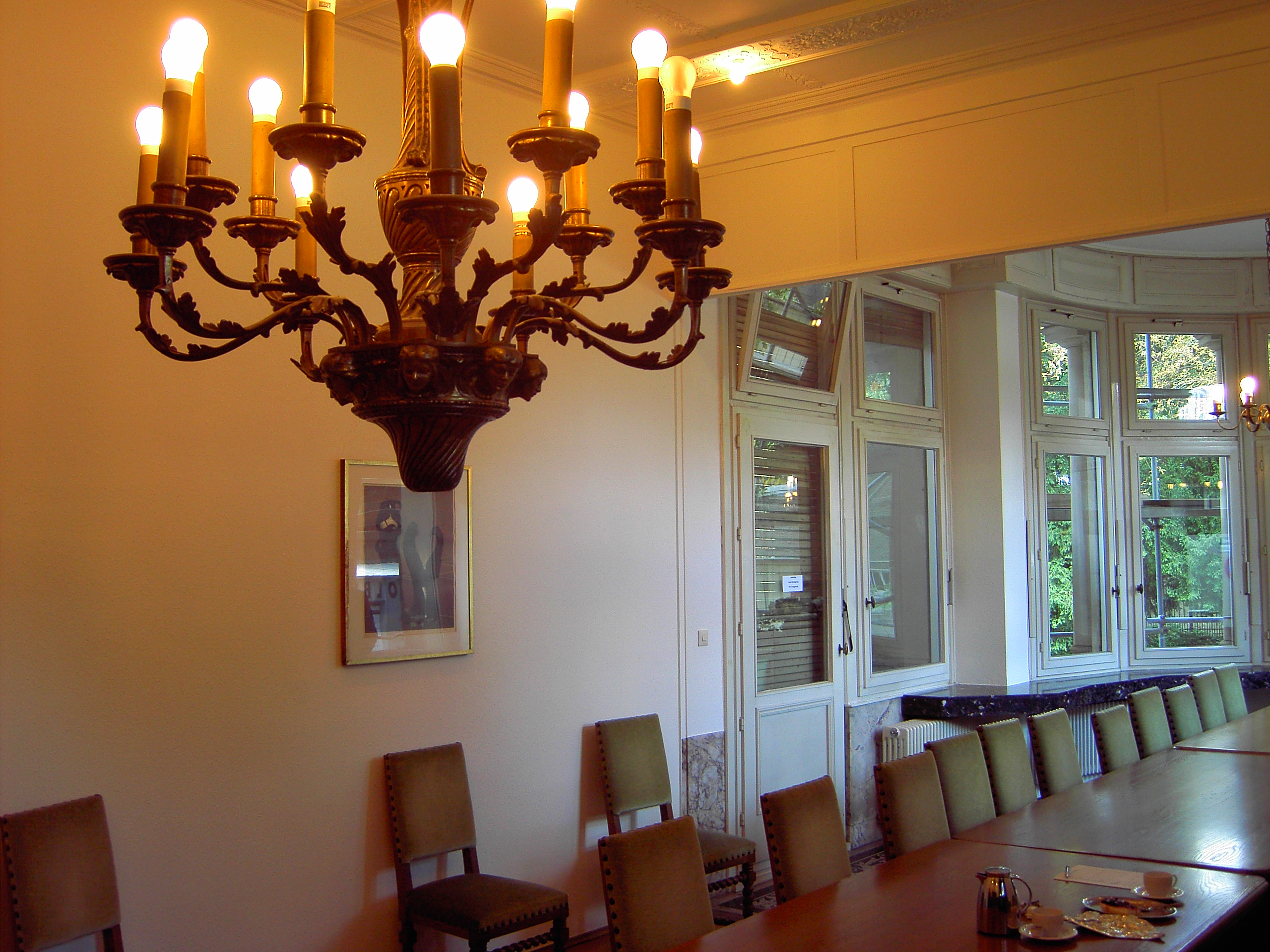
Ehemaliges Empfangszimmer der Villa Lynen

Der Zugang zum Haus erfolgt über den seitlich gelegenen Eingang und führt zu einem Vorraum sowie in ein Vestibül. Eine heute noch vorhandene Glaswand trennt es in zwei Bereiche. Der vordere Teil ermöglichte den Zugang zur Küche, einer Nebenküche sowie zur Garderobe. Der hintere Teil führte zu einem Herren-, Empfangs- und Speisezimmer. Über dieses gelangte man in den Wintergarten.
Auf der dem Herrenzimmer gegenüber liegenden Seite hat Architekt Carl Wilhelm Schleicher das Treppenhaus angelegt, welches Zugang zu dem im Obergeschoss vorhandenen Schlafzimmer und einem Bad ermöglichte. Beide Räume waren zur Straßenseite orientiert. Zur rechten Seitenfront hin befanden sich ein weiteres Schlafzimmer sowie das Wohnzimmer. Über der Küche waren ein Fremdenzimmer sowie oberhalb der Nebenküche ein Schrankzimmer vorgesehen.
Der Mansardbereich fand lediglich als Nutzraum Verwendung.

### Hausfassade
Die Fassade von Villa Lynen weist fast keinen ornamentalen Schmuck auf. Der größte Teil dieser Gebäudeseite wird durch einen Eck-Risalit geprägt. Jeweils drei Einzelfenster befinden sich in dessen Erdgeschoss sowie im Obergeschoss, wobei die des Obergeschosses durch schmale dorische Pfeiler unterbrochen werde. Ein einfaches Gesims schließt zum Dach hin ab, ein weiteres befindet sich an der Unterseite der Fenster des Obergeschosses. Hierdurch gelang es Carl Wilhelm Schleicher, die durch den Risalit geprägte Fassade zu strukturieren und aufzulockern.
Das mittlere Doppelfenster des Obergeschosses verfügt über einen reich gegliederten Balkon und wird durch ein Wappen betont. Dies kennzeichnet die Etage als repräsentative Beletage mit Nobilitierung in Art eines Erscheinungsbalkons. Der außerhalb des Risalits liegende Fassadenbereich verfügt je Etage nur über ein Fenster, das in der Gestaltung der Fenster im Risalit entspricht.
Das Mansarddach über dem Risalit verfügt über drei Gauben. Während die beiden äußeren nur ein Einzelfenster besitzen, enthält die mittlere ein Drillingsfenster mit Segmentgiebel. Alle anderen Gauben erhielten eine Verdachung in Form eines Dreckecksgiebels.

### Linke Seitenfront
Diese Hausseite wird durch mehrere Risalite geprägt. Auf einen Eck-Risalit an der linken Hausseite grenzt ein schmaler aber weniger tiefer zweiter Risalit. Er enthält das Treppenhaus, das für die Dienstboten bestimmt war. Ein dritter Risalit, durch den der Haupteingang des Hauses führt, weicht in seiner Struktur von den übrigen ab. Er erreicht nicht das Dach, wie die übrigen beiden Bauelemente, sondern besitzt auf Höhe des Obergeschosses einen Balkon. Erst im letzten Fünftel der linken Seitenfront ist die zum Grundkörper gehörende Fassade der Hausfront erkennbar.

### Rechte Seitenfront
Der zur Straße gerichtete Teil dieser Seitenfront ist fensterlos. Erst der darauf folgende Risalit besitzt im Erd- und Obergeschoss jeweils drei Fenster, wobei eines auf jeder Schmalseite und ein weiteres großes rechteckiges Fenster auf der Breitseite angebracht sind. Die Fenster der einzelnen Ebenen unterscheiden sich. Das im Erdgeschoss angebrachte rechteckige Fenster nimmt fast die komplette Breite des Risalits ein. Nach oben ist es durch ein Gesims abgeschlossen. Außerdem weist sein mittlerer Teil einen kleinen Dreiecksgiebel auf. Im Obergeschoss befindet sich zwischen den beiden an der Schmalseite des Risalits angebrachten Fenstern ein Drillingsfenster.
Auf dem Risalit ruht ein Balkon, dessen Zugang über die auf dieser Seite fensterlose Mansarde möglich ist.
Ein kleiner Erker in Form eines Sechsecks schmückt die Fassadenfläche des Erdgeschosses dieser Seitenfront.

### Gartenseite

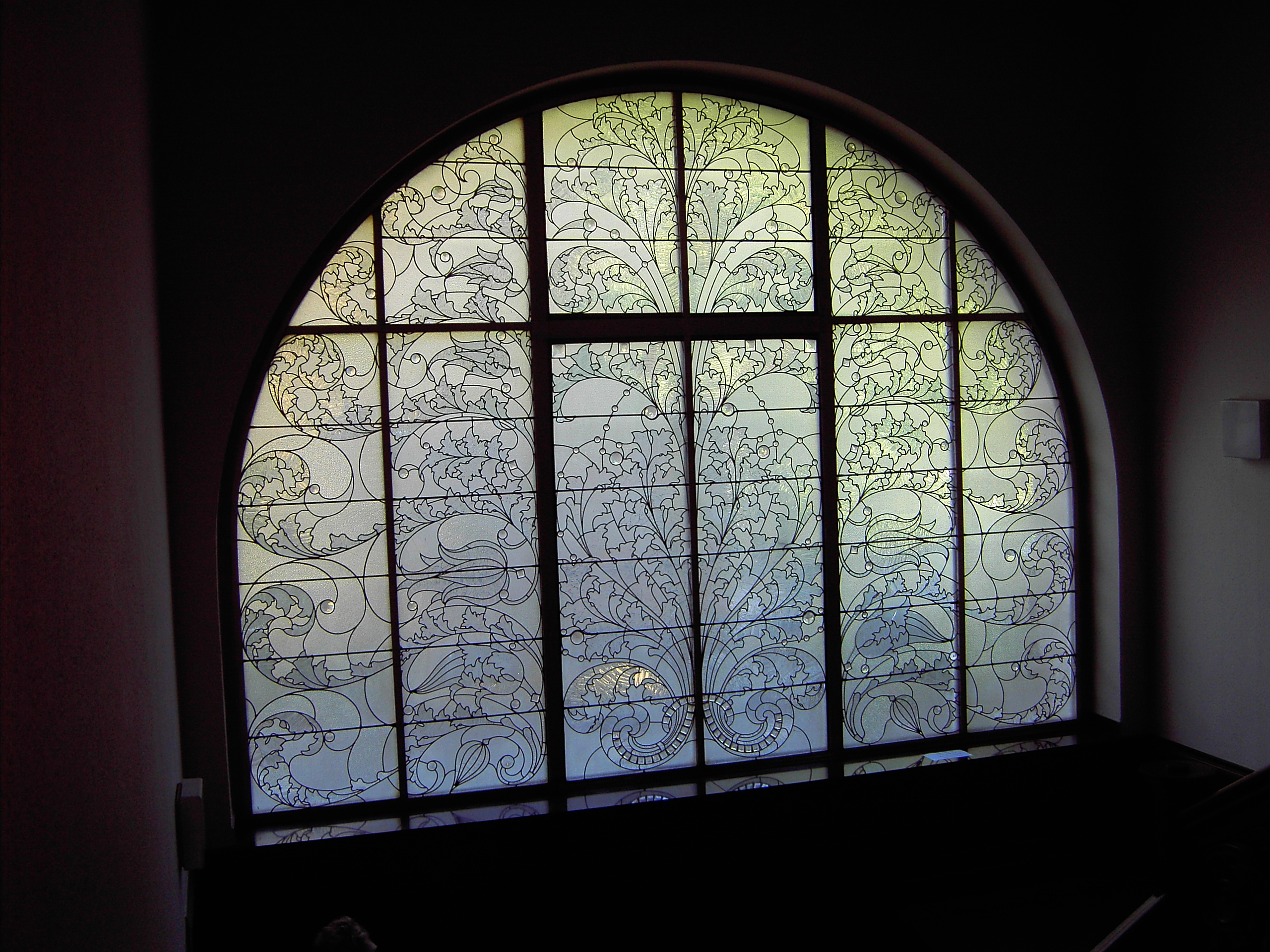
Rundbogen mit floralen Motiven

Die Gartenseite der Villa Lynen ist durch mehrere markante Bauelemente geprägt. Hierzu zählt der Wintergarten, der sich auf der linken Hausseite befindet. Er ruht auf neun dorischen Säulen und schafft damit gleichzeitig die Basis für einen Balkon, welcher auf dessen Flachdach angelegt wurde. Der Zugang erfolgt über die mittlere Öffnung eines bis zum Boden reichenden Drillingsfensters. Rechts neben dem Wintergarten wurde vom Architekten eine Terrasse angelegt. Sie ist über eine Freitreppe vom Garten aus zugänglich.
Drei Gesimse strukturieren eine Nische, die durch die neben der Terrasse zurückspringende Fassade entstanden ist. Ein von einer Archivolte eingefasster Rundbogen schließt die Nische nach oben ab. Ein großes Glasfenster mit floraren Motiven füllt den Bogen aus. Dem Rundbogen direkt benachbart wurden eine Tür, die einen Zugang zum Garten schafft, sowie im Obergeschoss ein kleines Fenster von Carl Wilhelm Schleicher angebracht. An diese beiden Elemente schließt sich ein kleiner Risalit an, der bis zur Höhe des Obergeschosses reicht und kurz vor dem Rand der Seitenfront endet. Auf ihm ruht ein weiterer kleiner Balkon, der über bis zum Boden reichende Doppelfenster zugängig ist.
Oberhalb der linken Terrasse, über dem Rundbogen sowie der Tür zum Garten und dem kleinen Balkon befinden sich im Mansardbereich abwechselnd Einzel- und Drillingsfenster mit Dreiecksgiebel.